# Żydzi
Żydzi (dosł. „chwalcy Jahwe” lub „czciciele Jahwe” z hebr. Jehudim, יהודים, jid. Jidn, ייִדן, ladino ג׳ודיוס Gjudios) – naród semicki, zamieszkujący w starożytności Palestynę (określany wtedy jako Hebrajczycy albo Izraelici), posługujący się wówczas językiem hebrajskim, a w średniowieczu i czasach nowożytnych mieszkający w diasporze na całym świecie i posługujący się wieloma różnymi językami, w rezultacie czego niestanowiący jednolitej grupy religijnej i etnicznej.
Hebrajczycy wchodzili prawdopodobnie w skład grupy Habiru, którą w II tysiącleciu p.n.e. tworzyły ludy przybyłe do Syropalestyny z obszarów Mezopotamii. Uważa się, iż termin Hebrajczycy pochodzi właśnie od nazwy Habiru. Na podstawie przekazu biblijnego nazwa „Hebrajczycy” jest wywodzona od postaci Hebera.
Wiele emocji i dyskusji wzbudza kwestia przynależności rasowej, narodowościowej, a nawet antropologicznej Żydów. I tak np. dla żydów ortodoksyjnych Żydem jest tylko osoba, która ma ortodoksyjną matkę lub przeszła konwersję na judaizm. Za Żydów uważa się jednak wiele osób, które nie są żydami ortodoksyjnymi. Kto jest Żydem (hebr.? מיהו יהודי) jest pytaniem, na które nie da się jednoznacznie odpowiedzieć, gdyż może to być identyfikacja kulturowa, etniczna lub religijna. Wiele osób, które uważają się z jakichś powodów za Żydów, nie jest uznawanych przez inne grupy lub instytucje. Dotyczy to na przykład żydów reformowanych, którzy nawet pomimo etnicznego pochodzenia żydowskiego czasem nie są uznawani przez żydów ortodoksyjnych. Według prawa izraelskiego Żydem jest osoba, która ma ortodoksyjną żydowską matkę, chociaż prawo do obywatelstwa bez oficjalnego uznania takiej osoby za Żyda ma każda osoba, która ma przynajmniej jednego dziadka, który był ortodoksyjnym Żydem.

## Nazwa i zapis
Żydzi zamieszkujący Izrael są nazywani Izraelczykami; określenie to jednak oznacza także wszystkich obywateli tego kraju (łącznie z Arabami), a czasem także wszystkich mieszkańców Izraela.
Zgodnie z zasadami języka polskiego, w którym nazwy narodowości zapisywane są wielką literą, a nazwy wyznawców poszczególnych religii – małą, członków narodu żydowskiego, niezależnie od ich wyznania, nazywa się Żydami, natomiast wyznawców judaizmu – żydami. Istnieją zatem Żydzi niebędący żydami ze względów religijnych: słynnym polskim przykładem był rzymskokatolicki ksiądz karmelita Daniel Rufeisen, który miał z tego powodu problemy z przyznaniem obywatelstwa izraelskiego.

## Źródłosłów
Określenie Żyd, Żydzi pochodzi od imienia Juda, Judejczyk – jednego z 12 synów biblijnego patriarchy Jakuba oraz późniejszej nazwy jednego z 12 pokoleń Izraela. Plemiona Judy oraz Symeona zamieszkały w południowej części Palestyny, gdzie też znajdowała się Jerozolima, późniejsza stolica całego Izraela, a następnie, po podziale państwa Salomona, Królestwa Judy. Judejczycy uważali się za bardziej godnych potomków Izraela, gdyż posiadali starożytną stolicę Dawida, świątynię Jahwe oraz w większym stopniu niż ich pobratymcy z północy zachowywali przepisy prawa mojżeszowego. Pod koniec VIII wieku p.n.e. północne Królestwo Izraela zostało rozbite przez Asyryjczyków, którzy także uprowadzili ludność hebrajską sprowadzając na jej miejsce inne narody. Wówczas Judejczycy stali się jedynym pokoleniem Izraela zamieszkującym tereny Ziemi Obiecanej oraz jedynymi Izraelitami, którzy posiadali własne państwo. Od tego momentu pozostałe pokolenia Izraela znajdujące się w diasporze są już rzadko wspominane przez Stary Testament, zaś określenie Judejczyk zaczyna być tożsame ze słowem Izraelita, Hebrajczyk. Także w VIII wieku przed Chrystusem w annałach Tiglat-Pilesera III pojawiają się najstarsze wzmianki o Judzie i rządzących nią królach. O królestwie Judy mówią także dokumenty Sanheriba, Asarhaddona, Assurbanipala oraz Nabuchodonozora II.
Pod koniec VII wieku p.n.e. Nabuchodonozor II rozpoczął przesiedlenia ludności judejskiej na tereny Babilonu, zaś w roku 587 p.n.e. zburzył Jerozolimę, świątynię i uprowadził pozostałych Judejczyków. To właśnie w okresie niewoli babilońskiej termin Judejczyk, Żyd stał się tożsamym ze słowem Izraelita, Hebrajczyk, tak iż mianem Żydów zaczęto określać wszystkie 12 pokoleń, a nie tylko samych Judejczyków. Trend ten można zaobserwować w Starym Testamencie, gdzie słowa Judejczyk i Judejczycy zastępują słowa Izraelici w księgach spisanych po upadku Królestwa Judy. Słowo jehudi ‏יהודי‎ (Judejczyk = Żyd) występuje sporadycznie jeszcze przed niewolą babilońską (2Krl 16,6; 25,25; Jr 32,12; 34,9; 36,14.21.23 38:19), lecz w księgach Nehemiasza i Estery pojawia się aż 61 razy, kilkakrotnie używa go Jeremiasz po upadku Jerozolimy, prorok Zachariasz posługuje się nim określając Izraelitę (Za 8,23). Słowo jehudai ‏יהודאי‎ (Judejczycy = Żydzi) pojawia się dopiero w księdze Daniela (3,8.12) i jest wielokrotnie użyte w księdze Ezdrasza (4,12.23; 5,1.5; 6,7.8.14).
W Nowym Testamencie wszyscy Izraelici często określani są mianem Judejczyków (Żydów), pomimo iż wielu nie pochodziło z plemienia Judy. Apostoł Paweł pochodzący z pokolenia Beniamina (Flp 3,5) nazywał siebie Judejczykiem, czyli Żydem (Dz 21,39; 22,3; Gal 2,15), co wskazuje na fakt, iż już w I wieku n.e. słowo Judejczyk było przez samych Izraelitów używane jako określenie Hebrajczyka.
Wszystkie imiona, które biblijny Jakub-Izrael nadawał swoim 12 synom, posiadały duchowe znaczenie, co dotyczy także imienia J(eh)uda. Z języka hebrajskiego tłumaczy się je jako chwała, wychwalony, wysławiony (w odniesieniu do Boga Jahwe). Żyd (Judejczyk) oznacza więc czciciela lub chwalcę Boga Jahwe i takie tłumaczenie imienia potwierdza opis z Księgi Rodzaju 29,35.

## Antropologia fizyczna
W XIX i pierwszej połowie XX wieku toczono dyskusje na temat struktury antropologicznej Żydów. Wyrażano różne stanowiska – od istnienia odrębnej rasy żydowskiej do antropologicznego podobieństwa z ludnością danego kraju. W okresie międzywojennym problem ten poddała analizie lwowska szkoła antropologiczna, gł. poprzez badania Salomona Czortkowera i syntezę J. Czekanowskiego. Obydwa powyższe skrajne stanowiska zostały odrzucone i wśród Żydów wyróżniono trzy formacje antropologiczne: orientalną, kaukaską i środkowoeuropejską. W orientalnej wyodrębniono dwa odłamy: Sefardim jerozolimscy (wraz ze zbliżonymi do nich Żydami syryjskimi, mezopotamskimi i kurdystańskimi) będącymi szczątkiem formacji archaicznej z terenu Palestyny oraz Żydzi z Jemenu i Egiptu (z domieszką rasy czarnej). Formacja środkowoeuropejska charakteryzowała się wedle tej teorii silnym występowaniem cech typowych dla ludności tej części Europy. Formacja kaukaska wykazywała silne związki z ludami kaukaskimi i perskimi. Według J. Czekanowskiego różnice pomiędzy formacjami antropologicznymi Żydów w różnych regionach były skutkiem wchłonięcia przez ludność żydowską elementów ludności autochtonicznej jeszcze przed wyizolowaniem Żydów w średniowiecznych gettach. Współcześnie odchodzi się od podobnych teorii jako potencjalnie rasistowskich.

## Najstarsze dzieje Żydów
Podstawowym źródłem pisanym dla wczesnej historii Żydów jest Biblia, która określa ich jako naród wybrany przez Boga Jahwe. Żydzi mieli pochodzić od Abrahama, który około 1800 r. p.n.e. przywędrował z Ur w Mezopotamii do ziemi Kanaan (obecnie Palestyna oraz państwo Izrael). Podczas trójpokoleniowego pobytu w Kanaanie Żydzi zaczęli posługiwać się językiem starokananejskim (będącym punktem wyjścia do języka hebrajskiego), choć wg Biblii byli pierwotnie Aramejczykami. W późniejszym okresie Żydzi przebywali w Egipcie do 1200 p.n.e., gdy pod wodzą Mojżesza powrócili podzieleni na 12 plemion do ziemi Kanaan jako Ziemi Obiecanej przez Boga. Około 1050 p.n.e. zjednoczeni przez króla Saula pokonali plemiona filistyńskie. Za panowania królów Dawida i Salomona królestwo przeżywało rozkwit kulturalny i gospodarczy, stając się lokalnym mocarstwem. Król Dawid zdobył Jerozolimę i ustanowił ją stolicą królestwa (rok 1003 p.n.e.).
Po śmierci Salomona doszło do podziału państwa na dwa królestwa: Judę ze stolicą w Jerozolimie i Izrael ze stolicą w Samarii. Królestwa te istniały równolegle, aż do podbicia Izraela przez Asyrię. W VI w. p.n.e. Judę zdobyła Babilonia, a Żydzi zostali uprowadzeni w tzw. niewolę babilońską. To wydarzenie zapoczątkowało rozproszenie – żydowską diasporę. Do Judei wróciła bowiem tylko niewielka część wysiedlonych Żydów, i to dopiero za króla Persji Cyrusa II Wielkiego. Reszta pozostała nad Eufratem, tworząc świetnie prosperującą społeczność.
Wielu uczonych uważa, iż nazwa Hebrajczycy pochodzi od terminu Habiru, starożytnego określenia wędrownych plemion semickich przybyłych do Palestyny zza Eufratu, którzy za czasów Amenhotepa IV spustoszyli miasta-państwa Kanaanu. Najstarszą inskrypcją wymieniającą Izrael wśród narodów Kanaanu jest Stela Merneptaha z XIII wieku p.n.e., zaś pierwsze wzmianki o Izraelu jako państwie znajdują się na Steli Meszy z IX wieku p.n.e.

## Żydzi w diasporze

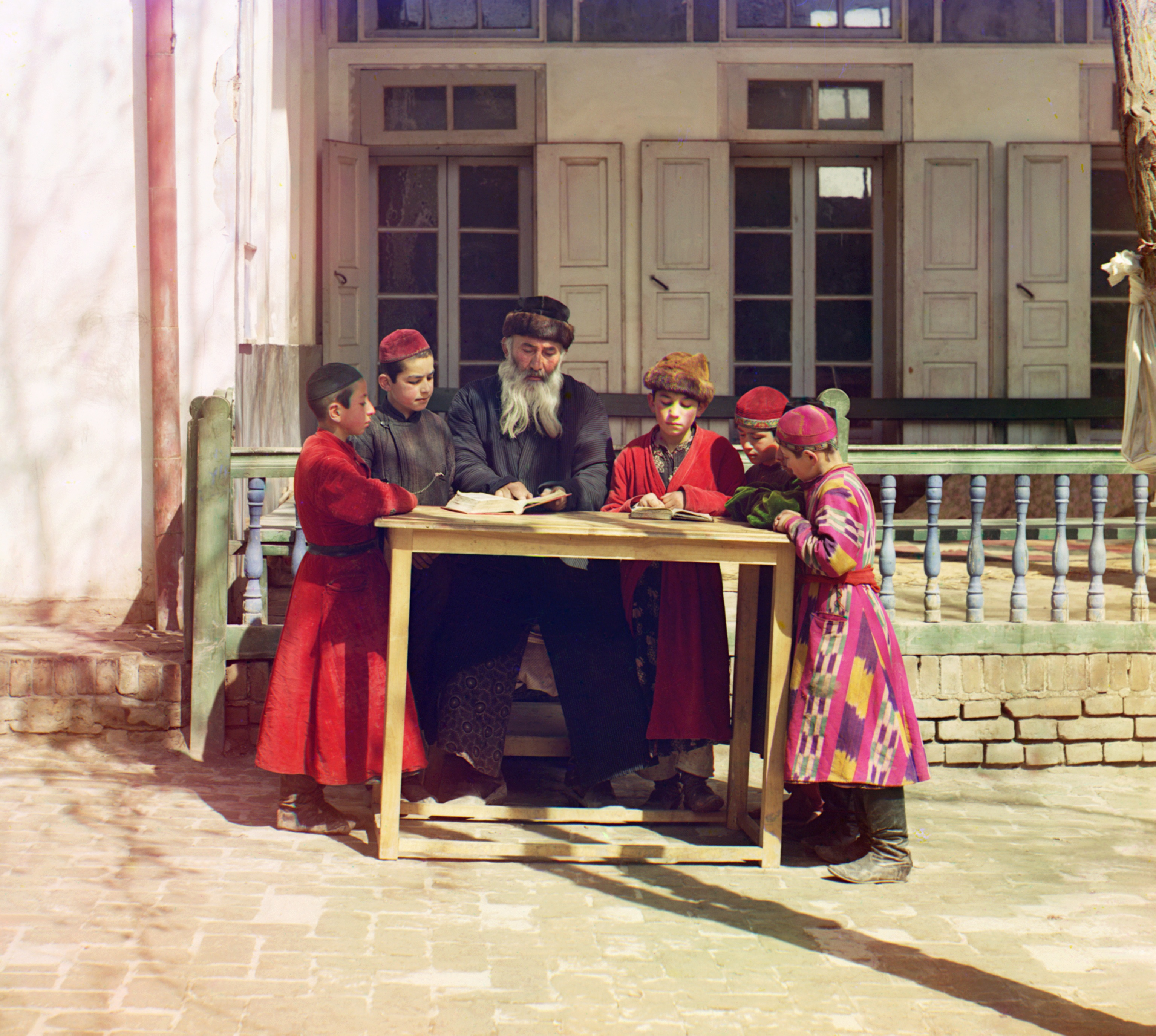
Dzieci żydowskie z nauczycielem w Samarkandzie około roku 1911, fot. Prokudin-Gorski

Palestyńska wspólnota żydowska przez kolejne stulecia podlegała, wraz z całym krajem, władzy imperium perskiego, następnie Aleksandra Wielkiego, Ptolemeuszów egipskich i ostatecznie syryjskich Seleucydów – aż do powstania Machabeuszy w 167 r. p.n.e., w którego efekcie powstało niezależne królestwo żydowskie. Przez całą drugą połowę pierwszego tysiąclecia p.n.e. rozwijała się świadomość narodowo-religijna Żydów w oparciu o religię judaizmu, która została skodyfikowana w tym okresie. Głównym centrum religijnym Żydów jest od tego czasu Jerozolima, gdzie stała Świątynia Jerozolimska. Po stu latach królowie żydowscy jako wasale poddali się Rzymianom. W I i II w n.e., po dwóch kolejnych powstaniach żydowskich, Rzymianie zdziesiątkowali ludność żydowską i zlikwidowali niepodległe królestwo. Od tej pory przeważająca większość Żydów żyje poza Palestyną.
Ludność żydowska w diasporze w wyniku rozproszenia w różnych warunkach życiowych i w różnym otoczeniu rozpadła się na kilka odrębnych grup etniczno-kultowych: Aszkenazyjczyków, Sefardyjczyków, Żydów orientalnych, posługujących się różnymi językami (jidysz, ladino, dialekty judeo-romańskie). Pomimo rozproszenia, Żydzi zachowali swoją kulturę przez blisko dwa tysiące lat. Elementem łączącym Żydów rozsianych po całym świecie był judaizm – monoteistyczna religia, której przykazania obejmowały nie tylko kwestie wiary, lecz szczegółowo regulowały wszystkie aspekty życia codziennego. Judaizm stanowił podstawę świadomości narodowej Żydów i stanowił wyznacznik żydowskości – w przypadku Żydów wyznanie ściśle pokryło się z narodowością.
Żydzi rozproszyli się po całym znanym wówczas świecie. Kolonie żydowskie powstały w całej Europie, w nieprzyjaznym Rzymianom imperium perskim, na Kaukazie, w zachodnich Chinach, w Etiopii, w Arabii, w Afryce – zarówno w prowincjach rzymskich, jak i na jej wschodnim wybrzeżu. Nauki Mahometa wykazują wpływ teologii żydowskiej. Był to również okres żydowskiego prozelityzmu – najbardziej znanym jego przykładem jest Kaganat Chazarski. Istniejące od VI do X wieku na stepach między Morzem Czarnym a Morzem Kaspijskim państwo Chazarów, ludu pochodzenia tureckiego, przyjęło judaizm jako wyznanie państwowe.
Niektórzy autorzy, na przykład Artur Koestler, popierali kontrowersyjną tezę, według której po upadku państwa Chazarów uchodźcy chazarscy, tzw. później żydzi chazarscy, przybyli do Europy i dali początek Żydom aszkenazyjskim. Inni, jak Shlomo Sand, profesor Uniwersytetu w Tel Awiwie, negują w ogóle narodową odrębność Żydów wskazując na liczne różnice antropologiczne i kulturowe pomiędzy poszczególnymi grupami. Jednocześnie neguje wypędzenie Żydów z Palestyny przez Rzymian.

### Diaspora europejska
W średniowieczu najliczniejsza była diaspora europejska. Głównymi ośrodkami osadnictwa żydowskiego były Nadrenia, w której duże skupiska Żydów pojawiły się w okresie rządów Karola Wielkiego (stąd aszkenazim, hebr. „Niemcy”) oraz Andaluzja – muzułmańska Hiszpania (stąd sefardim, hebr. „Hiszpanie”), gdzie warunki dla Żydów do przybycia Almorawidów w 1086 r. były tak korzystne, że często sprawowali najważniejsze funkcje państwowe. Diaspora andaluzyjska uległa częściowo rozproszeniu (po reszcie Europy, Afryce północnej i po Bliskim Wschodzie) po wypędzeniu Żydów z Hiszpanii i Portugalii w latach 1492–1497, a częściowo uległa asymilacji. Natomiast w Polsce Żydzi masowo osiedlali się od XIII wieku. W połowie XVI wieku na ziemiach polskich żyło już ok. 80 proc. ogółu Żydów świata.
W krajach feudalnej Europy chrześcijańskiej Żydzi stanowili odrębną grupę ludności, w istocie odrębny stan – rządzili się własnymi prawami, mieli własne sądy, władze samorządowe, zwykle cieszyli się ochroną panującego, ponieważ jako „słudzy Skarbu” (servici camerae) zapewniali mu dopływ gotówki z podatków. Żydzi skupiali się w miastach, gdzie osiedlali się w gettach – odrębnych dzielnicach, nieraz z własnymi murami i władzami. Należy podkreślić, że getta stanowiły skupiska dobrowolne i otwarte, podobnie, jak skupiska innych grup narodowościowych (np. Ormian).
W diasporze częste były akty wrogości wobec Żydów, szczególnie w okresach klęsk żywiołowych, za które ich winiono. Przybierały one zwykle formę pogromów – ruchawek tłumu, mordującego Żydów i rabującego dzielnice żydowskie. Ponadto oskarżano Żydów o mordy rytualne (sprawa Szymona z Trydentu) i profanacje. Aż do czasów reżimu Hitlera w Europie nie zdarzały się natomiast prześladowania w formie represyjnego ustawodawstwa – bo nie należy za takie uważać systemu feudalnego prawa, w którym każda grupa ludności („nacja”, „stan”) miała właściwe dla siebie przywileje i ograniczenia. Wyjątkiem była Rosja, gdzie carowie nakładali na Żydów dalej idące ograniczenia i dopuszczali do pogromów. Do XX wieku ogólne nastawienie chrześcijan do Żydów, których wciąż uważano za „nieprzyjaciół Chrystusa”, było nieprzyjazne, a niekiedy otwarcie wrogie.
Niedługo po odkryciu Nowego Świata zaczęło się osadnictwo żydowskie w Ameryce.
W drugiej połowie XIX i XX wieku wśród Żydów europejskich powstały dwie przeciwstawne koncepcje: dążenie do asymilacji Żydów w miejscu ich zamieszkania oraz odrodzenia więzi narodowych i utworzenia własnego państwa (syjonizm). Narastające nastroje antysemickie w Europie oraz wzrastająca popularność ruchu syjonistycznego przyczyniły się do zapoczątkowania, a potem do emigracji kolejnych grup Żydów do Palestyny.
W XIX i XX wieku dokonały się dwie duże migracje Żydów – do USA i do Izraela.

### Diaspory według wielkości
Stany Zjednoczone są współcześnie siedzibą pierwszej co do wielkości diaspory żydowskiej; wedle badań opublikowanych w 2018 roku liczba Żydów w poszczególnych państwach wynosiła (wielkości przybliżone):
- Stany Zjednoczone: 5,7 mln[2] (w 2007 ponad połowa nie należała do żadnej wspólnoty religijnej[1])
- Francja: 453 tys.[2]
- Kanada: 390,5 tys.[2]
- Wielka Brytania: 290 tys.[2]
- Argentyna: 180 tys.[2]
- Rosja: 172 tys.[2]
- Niemcy: 116 tys.[2]

Ponadto wg danych z 2007 r.:
- Australia: 104 tys.[1]
- Brazylia: 96 tys.[1]
- Polska: ok. 8 tys. (2011)[3]

## II wojna światowa

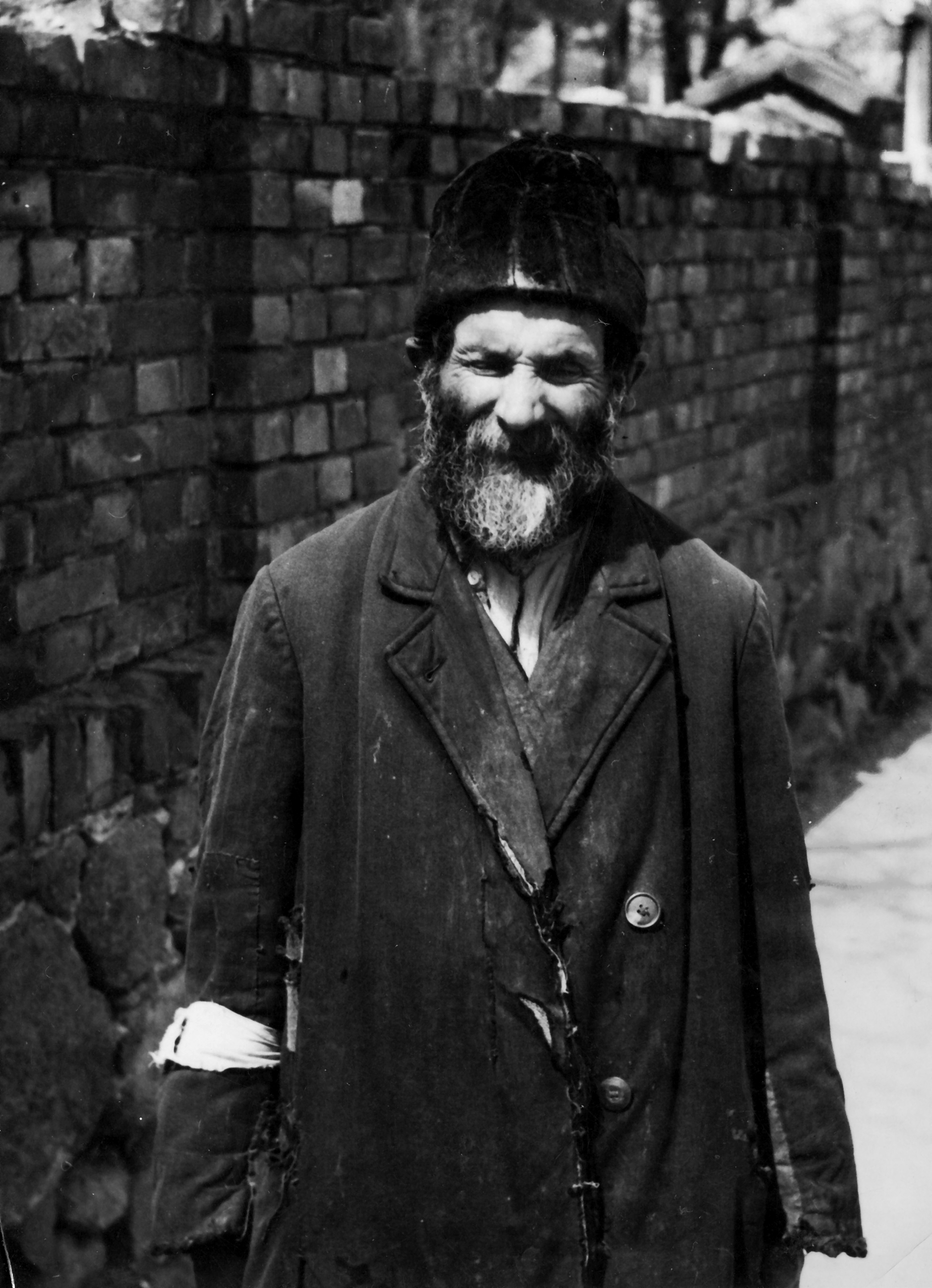
Żyd w podeszłym wieku w getcie warszawskim

W okresie II wojny światowej ówczesna narodowosocjalistyczna (nazistowska) III Rzesza podjęła masową eksterminację Żydów, zmierzając do ich całkowitego wyniszczenia („ostateczne rozwiązanie kwestii żydowskiej”, niem. Endlösung der Judenfrage). W (przymusowych tym razem) gettach, w niemieckich obozach koncentracyjnych, obozach zagłady i po prostu na ulicach wymordowano ich ok. 6 mln (Holocaust, Szoah). Wydarzenia te nasiliły emigrację żydowską do Palestyny.

## Powstanie współczesnego Izraela
W latach 1945–1948 w brytyjskiej wówczas Palestynie doszło do wojny domowej między Żydami z jednej a Brytyjczykami i Arabami z drugiej strony. Po wycofaniu się Brytyjczyków (wymuszonym między innymi przez terroryzm bojówek żydowskich) i utworzeniu państwa Izrael walka przekształciła się w regularną wojnę między armią izraelską i armiami arabskich państw ościennych. Wojna ta zakończyła się izraelskim zwycięstwem i ukształtowaniem państwa Izrael w granicach, które społeczność międzynarodowa uznaje do dzisiaj. Po 1967 pod kontrolą Izraela znalazły się też Jerozolima Wschodnia, Zachodni Brzeg i Strefa Gazy.
Obecnie Izrael zamieszkuje ponad 5,5 mln Żydów spośród żyjących na świecie około 17 mln. Wielu Żydów mieszkających w Izraelu czy USA nie ma według prawa tego kraju oficjalnego statusu Żyda.